# St. Susanna (Dederstedt)

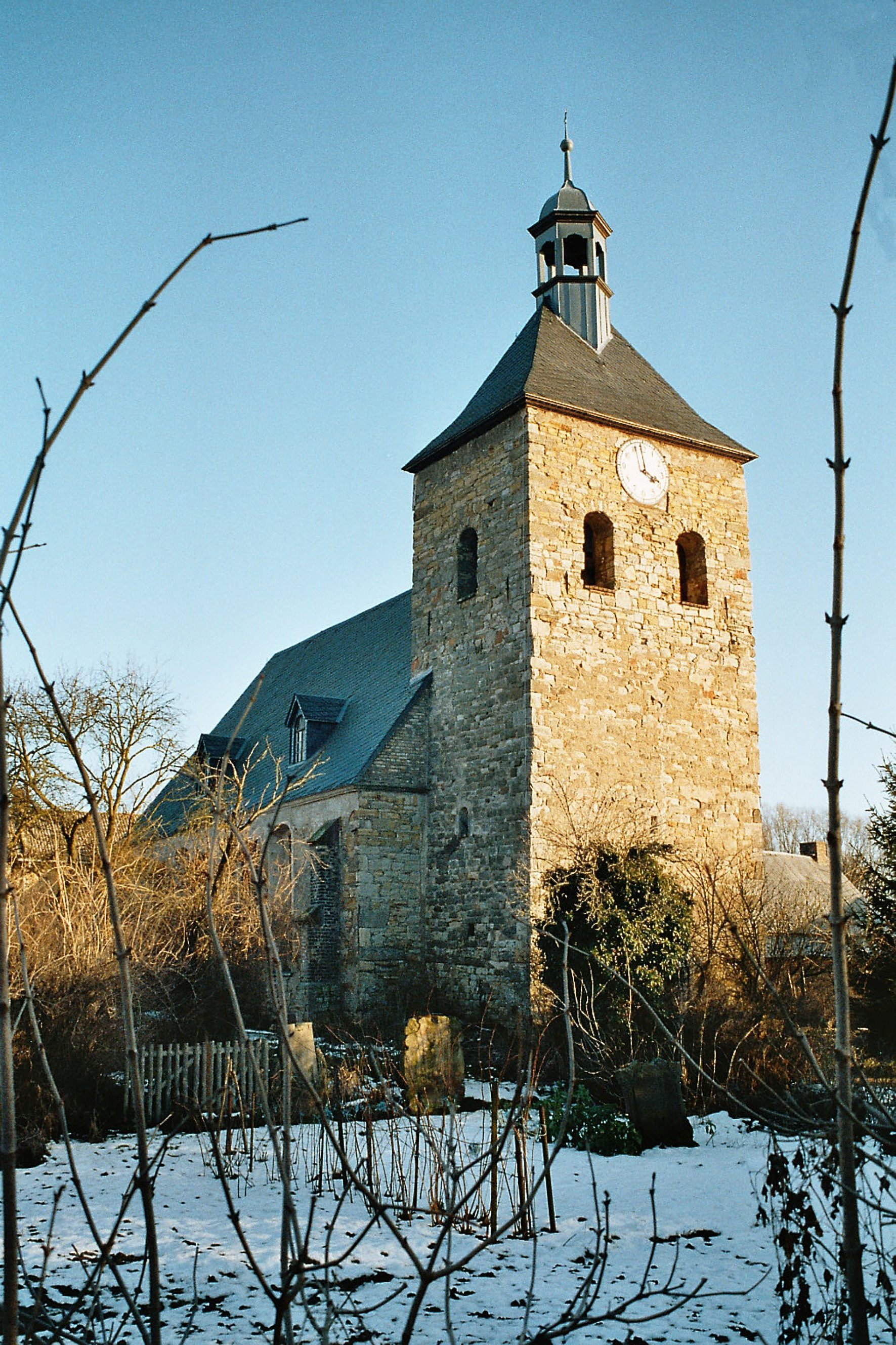
Dorfkirche Dederstedt

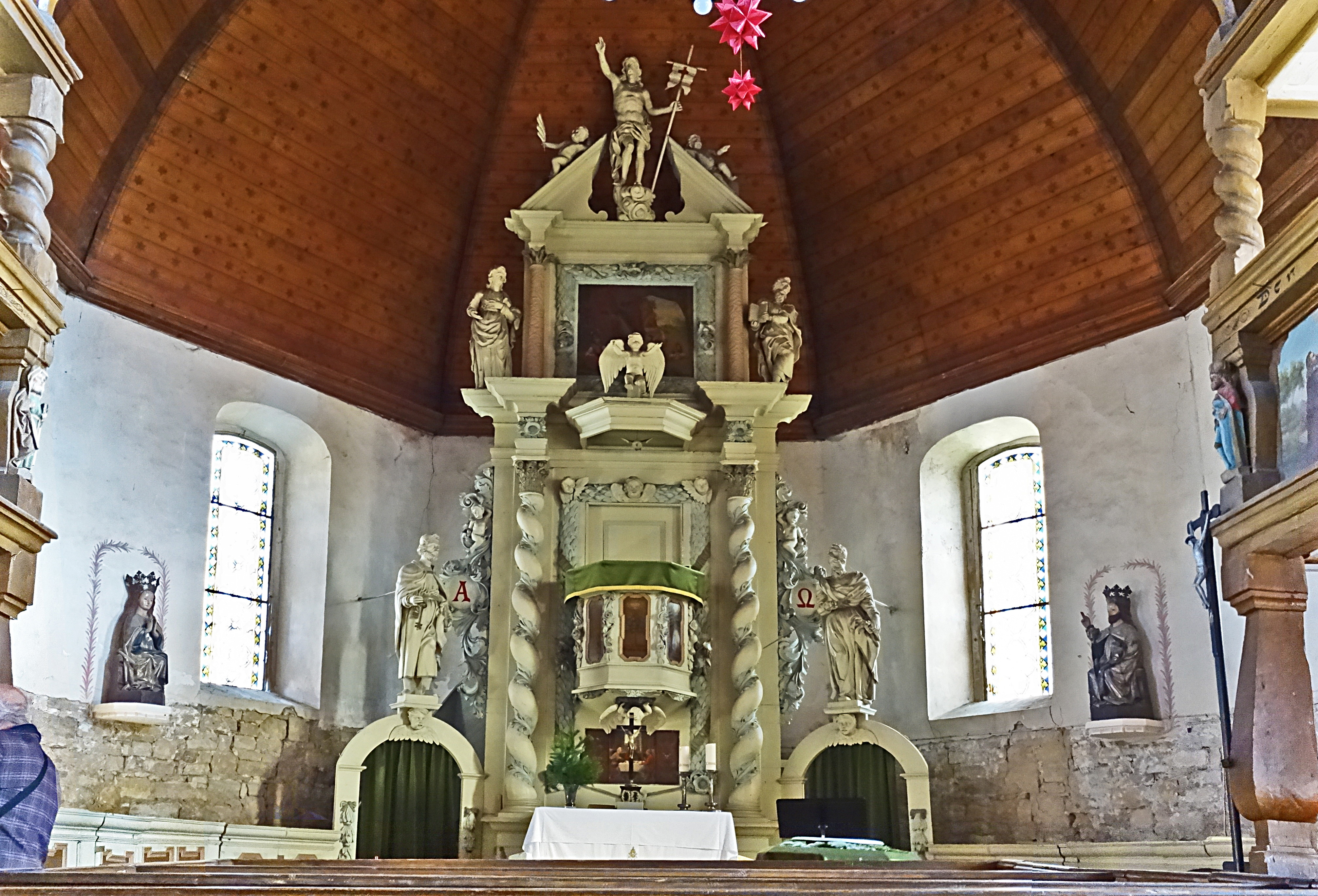
Innenansicht mit Altar

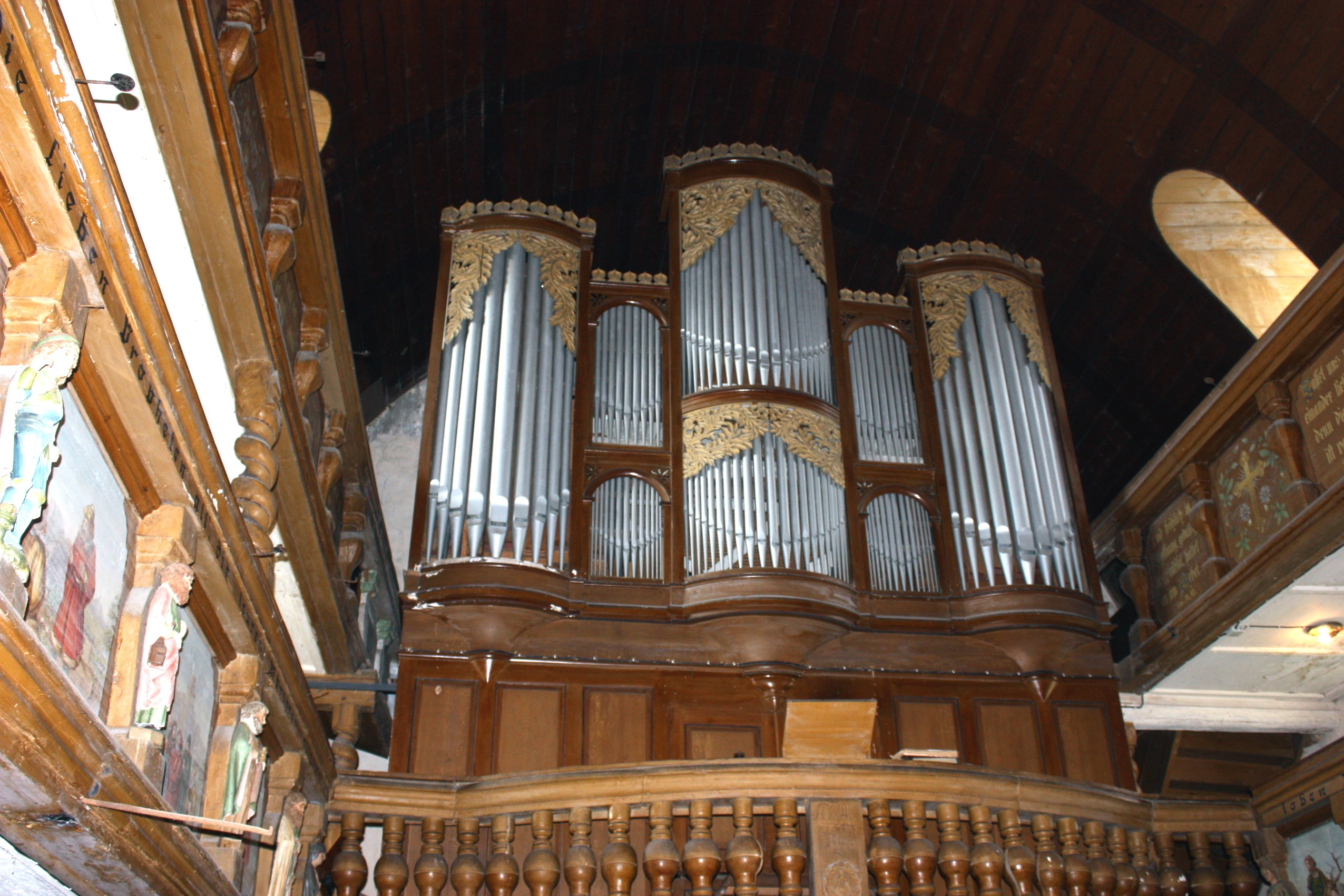
Orgel

Die evangelische Dorfkirche St. Susanna ist eine im Kern spätromanische, barock erneuerte Saalkirche im Ortsteil Dederstedt der Einheitsgemeinde Seegebiet Mansfelder Land im Landkreis Mansfeld-Südharz in Sachsen-Anhalt. Sie gehört zum Pfarrbereich Seegebiet Mansfelder Land im Kirchenkreis Eisleben-Sömmerda der Evangelischen Kirche in Mitteldeutschland (EKMD).

## Geschichte und Architektur
Die Kirche ist im Kern ein spätromanisches Bauwerk aus rechteckigem Schiff mit dreiseitigem Chorschluss und querrechteckigem Westturm, das im Jahr 1708 eingreifend erneuert wurde. Im Innern ist die Kirche durch ein hölzernes Tonnengewölbe geschlossen. Zwei Gewändefragmente aus dem romanischen Bauwerk wurden im Polygon vermauert. Die Doppelarkade vom Turmuntergeschoss zum Schiff ist in überarbeitetem Zustand erhalten; hinter dem Altar findet sich eine spitzbogige Sakramentsnische mit schmiedeeisenbeschlagener Tür.

## Ausstattung
Der Kanzelaltar mit seitlichen Durchgängen ist ein Werk von Christoph Meil aus Polleben aus dem Jahr 1712. Der polygonale Kanzelkorb ist zwischen gedrehten Säulen angeordnet, als Altarbekrönung der triumphierende Christus im gesprengten Giebel, über den Durchgängen die Schnitzfiguren von Petrus und Paulus. Das vom Kanzelaltar ausgehende und den Chorraum umgreifende schlichte Gestühl ist mit emblematischen Darstellungen von 1712 versehen und wurde 1889 überarbeitet. Die Glasmalereien in den Fenstern stammen von 1914.
Im Schiff ist eine Hufeisenempore mit den Wappen des Müllers und Zimmermanns Jonas Schönau aus dem Jahr 1708 eingebaut, die im Norden und Süden zweigeschossig ausgebildet ist; das Obergeschoss ruht auf gedrehten Säulen. Die Bemalung der oberen Emporen mit christlichen Symbolen und Bibelsprüchen wurde von Carl Ruck 1889 geschaffen, die Malerei der unteren Empore stammt von 1712 und wurde 1889 überarbeitet. Diese Malereien zeigen an der Südseite Mose und Aaron sowie Szenen mit Propheten; an der Nordseite Christus und die Apostel vor einem Landschaftshintergrund sowie Luther und Melanchthon. Davor sind 20 geschnitzte spätgotische Heiligenfiguren aufgestellt, die ebenso wie die beiden Figuren von Christus und Maria im Chorpolygon aus einem ehemaligen Altarschrein stammen. Der Orgelprospekt stammt aus dem Jahr 1849 von Gottlob Voigt aus Polleben, ebenso wie die vorschwingende Westempore. Auf den Friedhof ist eine größere Anzahl von wertvollen barocken Grabsteinen erhalten.
Am 3. Oktober 2020 wurden drei neue Glocken geweiht.